# آرشاک سارگسیان
آرشاک سارگسیان (ارمنی: Արշակ Արարատի Սարգսյան؛ زادهٔ ۲۶ دسامبر ۱۹۸۱) یک نقاش اهل ارمنستان است.

## زندگی‌نامه
آرشاک سارگسیان در لنیناکان، ارمنستان در خانواده هنرمند ارمنی، آرارات سارگسیان به دنیا آمد. پس از زمین‌لرزه ۱۹۸۸ ارمنستان وی به ایروان نقل مکان نمود. در سال ۱۹۹۸ از مرکز ملی زیبایی‌شناسی هنریک ایگیتیان. در سال تحصیلی ۲۰۰۲–۲۰۰۱ با مدرک کارشناسی ارشد از کالج سلطنتی پافوس، قبرس فارغ‌التحصیل شد. سارگسیان ورودی مسافران فرودگاه بین‌المللی زوارتنوتس طراحی نمود.

## جوایز
- مدال طلای ریاست‌جمهوری برای هنرهای زیبا (۲۰۰۵)

## نگارخانه

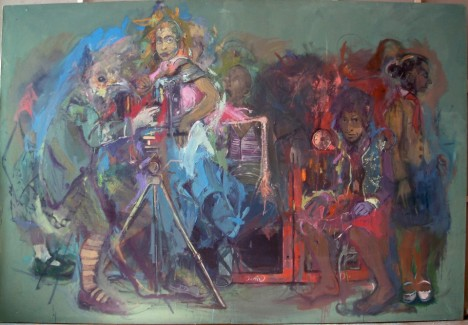
«Խելահեղության շաբաթ», կտավ/յուղաներկ, 200x300 سانتی‌متر،  ۲۰۰۳
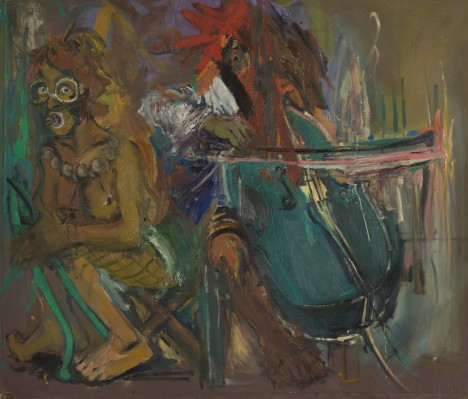
«Սուր ձայն», կտավ/յուղաներկ, 80x110 سانتی‌متر،  ۲۰۰۳
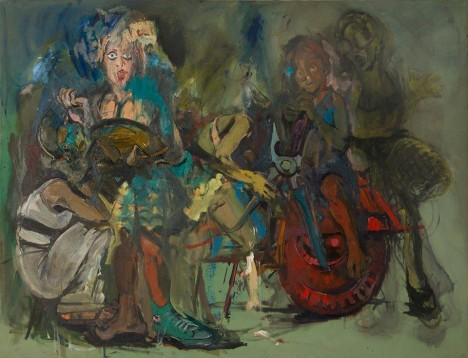
Leigh, կտավ/յուղաներկ, 150x200 سانتی‌متر،  ۲۰۰۳
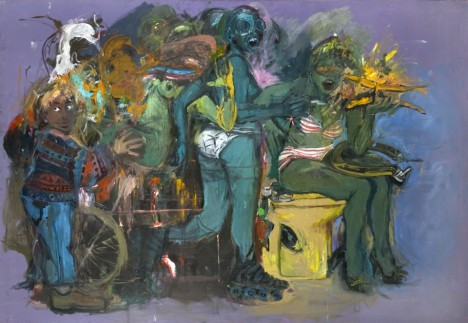
«Տոնահանդես», կտավ/յուղաներկ, 170x240 سانتی‌متر،  ۲۰۰۶
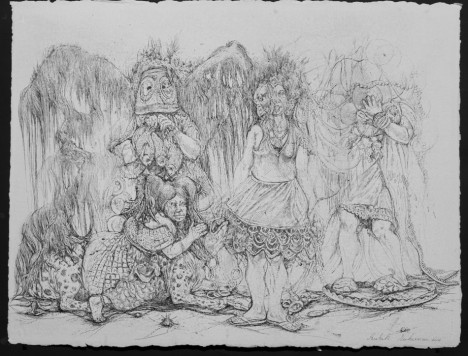
«Կոպիտ վայելք», 55x75 سانتی‌متر، ۲۰۱۲
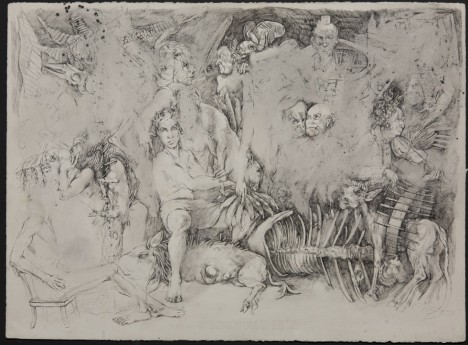
«Պապիկ», 55x75 سانتی‌متر،  ۲۰۰۰
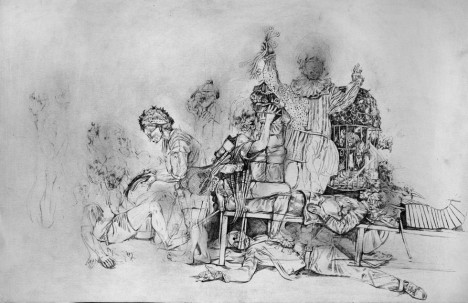
«Կամք», թուղթ,75x100 سانتی‌متر،  ۲۰۰۹
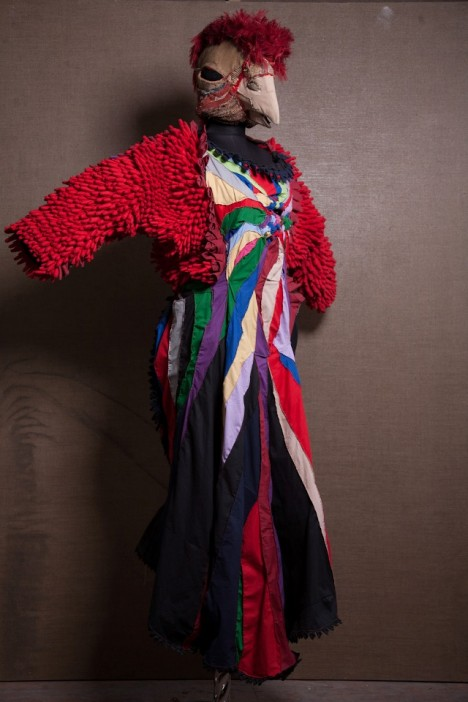
Costume, 172x160x30cm mixed fabricسانتی‌متر،  ۲۰۱۱
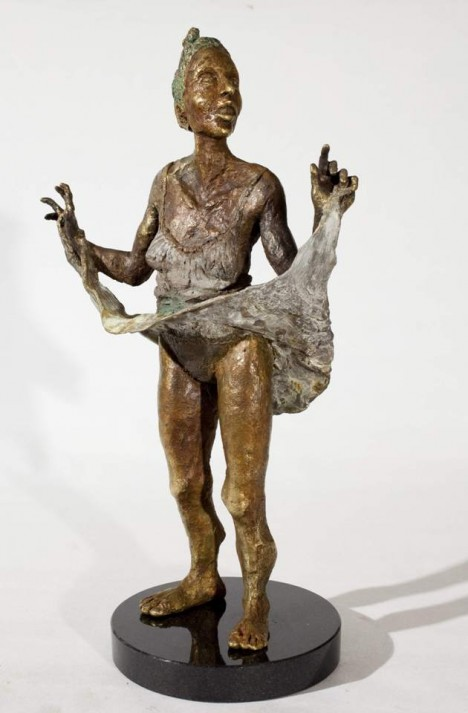
«Ծեր պարողը», բրոնզ, 42x26x14 سانتی‌متر،  ۲۰۱۰
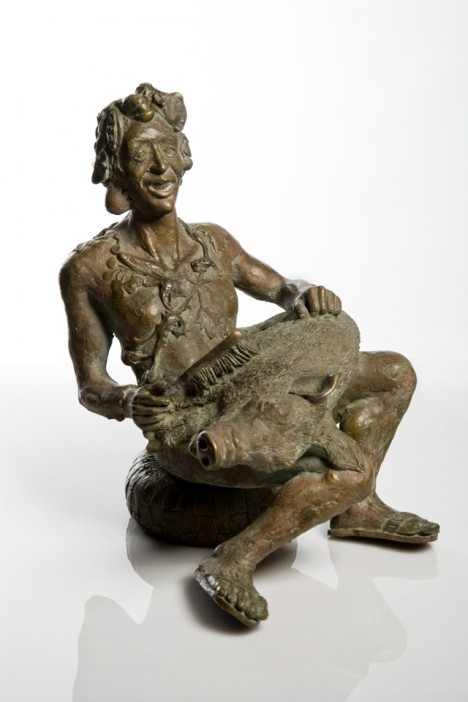
"Pig Brusher" բրոնզ, 31x23x30سانتی‌متر،  ۲۰۱۰